# WTA Tour
Die WTA Tour ist eine von der Women’s Tennis Association (WTA) veranstaltete Damentennis-Turnierserie. Sie umfasst jedes Jahr über 50 Turniere auf allen Kontinenten.

## Klassifikation
2021 führte die WTA neue Kategorien ein, die Turniere sind seitdem analog zu der ATP Tour bei den Herren benannt.
| Kategorie                | Anzahl Turniere | Ranglistenpunkte Turniersieg |
| ------------------------ | --------------- | ---------------------------- |
| Jahresendveranstaltungen | 1               | 1500                         |
| WTA 1000                 | 10              | 1000                         |
| WTA 500                  | 17              | 500                          |
| WTA 250                  | 23              | 250                          |
| WTA 125                  |                 | 125                          |

Laut einer besonderen Regel der WTA darf bei einem Event der Kategorie 250 nur eine Spielerin der Top Ten teilnehmen. So will die WTA besonders bei kleineren Turnieren einen ausgewogenen Wettbewerb gewährleisten. (Die WTA lässt bei dieser Regel nur eine Ausnahme zu: Wenn die Titelverteidigerin als Top-Ten-Spielerin zurückkehrt, ist ein zweiter Startplatz möglich). So kam es, dass Madison Keys, die bei ihrer Zusage für das WTA 250-Turnier in Austin (ab 24. Februar 2025) zwar Position 21 auf der Weltrangliste einnahm, Keys jedoch durch ihren Sieg im Finale der Australian Open 2025 gegen Aryna Sabalenka von Position 14, die sie vor den Australian Open einnahm, auf Rang sieben vorrückte. Da aber auch Jessica Pegula auf Rang sechs der Weltrangliste für das WTA 250-Turnier in Austin zugesagt hatte, durfte Keys nicht mehr teilnehmen.
Bis 2008 waren WTA-Turniere in verschiedene Klassen (englisch Tiers) unterteilt, von Tier I (der höchsten) bis Tier V (der niedrigsten). Seitdem gab es die folgenden fünf Kategorien:
| Kategorie                | Anzahl Turniere | Mindestpreisgeld    | maximales Preisgeld |
| ------------------------ | --------------- | ------------------- | ------------------- |
| Jahresendveranstaltungen | 2               | 750.000 US-Dollar   | 4.900.000 US-Dollar |
| Premier Mandatory        | 4               |                     | 5.185.625 US-Dollar |
| Premier 5                | 5               | 2.216.000 US-Dollar | 2.369.000 US-Dollar |
| Premier                  | 12              | 681.000 US-Dollar   | 2.000.000 US-Dollar |
| International            | 31              | 235.000 US-Dollar   | 500.000 US-Dollar   |

Bei den Turnieren werden je nach Kategorie und der Anzahl der teilnehmenden Spielerinnen Weltranglistenpunkte vergeben.
Als neue Kategorie wurde im Mai 2012 die WTA Challenger Series, ein Pendant zur ATP Challenger Tour der Herren, vorgestellt. Bei solchen Turnieren (sie werden auch unter dem Namen WTA 125s promotet) werden 125.000 US-Dollar Preisgeld ausgeschüttet; die Turniersiegerin erhält 160 Weltranglistenpunkte. Die Kategorien gehen runter bis auf 15 Ranglistenpunkte für den Turniersieg.
Bedeutender als die Kategorie-Turniere sind die vier Grand-Slam-Turniere, die von der International Tennis Federation (ITF) veranstaltet werden.
Die ITF veranstaltet weitere Turniere, die für die Weltrangliste ebenfalls relevant sind. Die höchstdotierten Turniere der ITF schütten 100.000 US-Dollar Preisgeld aus, die Turniersiegerin erhält 150 Weltranglistenpunkte.

## Turniere der WTA Tour

### WTA Premier Tournaments
Die Turniere der WTA-Premier-Tournaments-Ebene wurden im Zuge der Modernisierung der WTA Tour vorwiegend aus Turnieren der Kategorien Tier-I, Tier-II und Tier-III neu zusammengestellt. Das heutige System sieht eine Staffelung der Premier Turniere in drei Ebenen vor:
- Turniere der Kategorie Premier Mandatory gehören zur höchsten Turnierklasse innerhalb der Premier Tournaments und der WTA Tour im Gesamten. Sie sind am ehesten mit den Turnieren der ehemaligen Tier-I-Kategorie zu vergleichen.
- Turniere der Kategorie Premier 5 gehören zur zweithöchsten Turnierklasse innerhalb der Premier Tournaments und der WTA Tour im Gesamten. Sie sind am ehesten mit den Turnieren der ehemaligen Tier-II-Kategorie zu vergleichen.
- Turniere der Kategorie Premier gehören zur niedrigsten Turnierklasse innerhalb der Premier Tournaments. Innerhalb der WTA Tour stehen sie oberhalb der Kategorie International Events. Sie sind am ehesten mit den Turnieren der ehemaligen Tier-III-Kategorie zu vergleichen.

Zu den Premier Tournaments gehören seit 2009 insgesamt 21 Turniere. 4 Turniere gehören der Kategorie Premier Mandatory an. 5 Turniere zählen zu den Premier 5, wodurch die Anzahl der Turniere namensgebend für die Kategorie ist. Die restlichen 12 Turniere sind Premier Events.

#### Premier Mandatory
Im Rahmen der Umstrukturierung im Jahr 2009 wurde Premier Mandatory als höchste Turnierkategorie innerhalb der WTA-Turniere installiert. Zugleich wurde die bis dahin höchste Kategorie Tier I abgeschafft; von den am höchsten kategorisierten Turnieren behielten lediglich jene von Indian Wells und Miami ihren Status bei. Die Turniere von Peking (zuvor Tier II) und von Madrid (neu) komplettieren das Mandatory-Quartett.
Seit 2009, dem Geburtsjahr von Premier Mandatory, blieben Anzahl sowie Austragungsorte der Turniere unverändert (diese Konstanz innerhalb des WTA-Tourkalenders ist in den anderen Ebenen des neuen Systems nicht gegeben). Folgende Turniere gehören zu dieser Kategorie:
- BNP Paribas Open im Indian Wells Tennis Garden in Indian Wells, Kalifornien
- Miami Open im Tennis Center at Crandon Park in Key Biscayne, nahe Miami, Florida
- Mutua Madrid Open in der Caja Mágica in Madrid
- China Open im National Tennis Center Beijing in Peking.

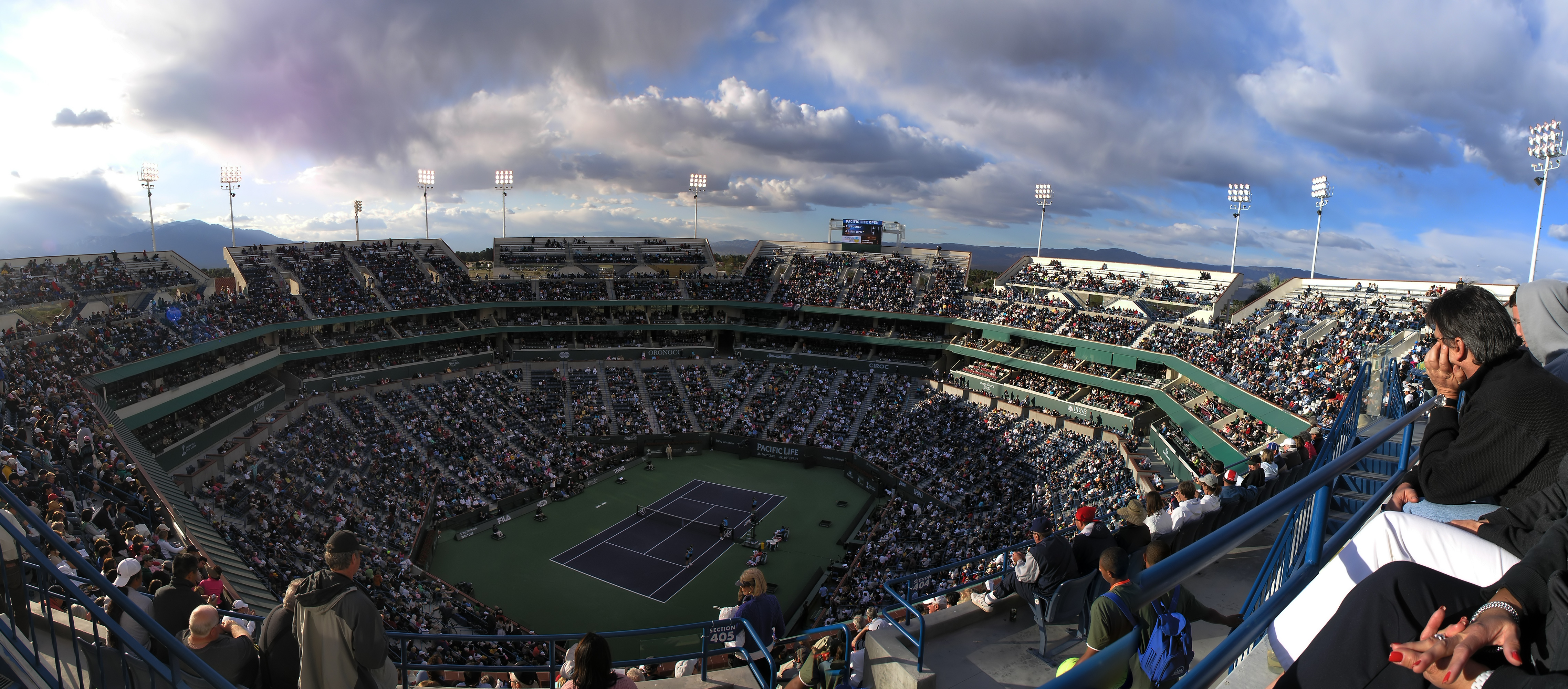
Das Stadium 1, der Hauptplatz des Indian Wells Tennis Garden, Austragungsort der BNP Paribas Open
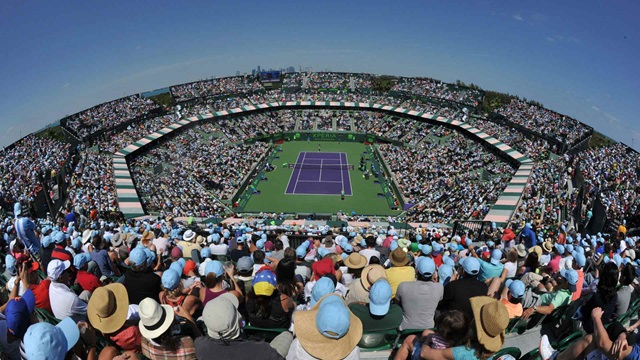
Im Tennis Center at Crandon Park in Key Biscayne – hier dessen Hauptplatz Stadium Court – finden die Miami Open statt
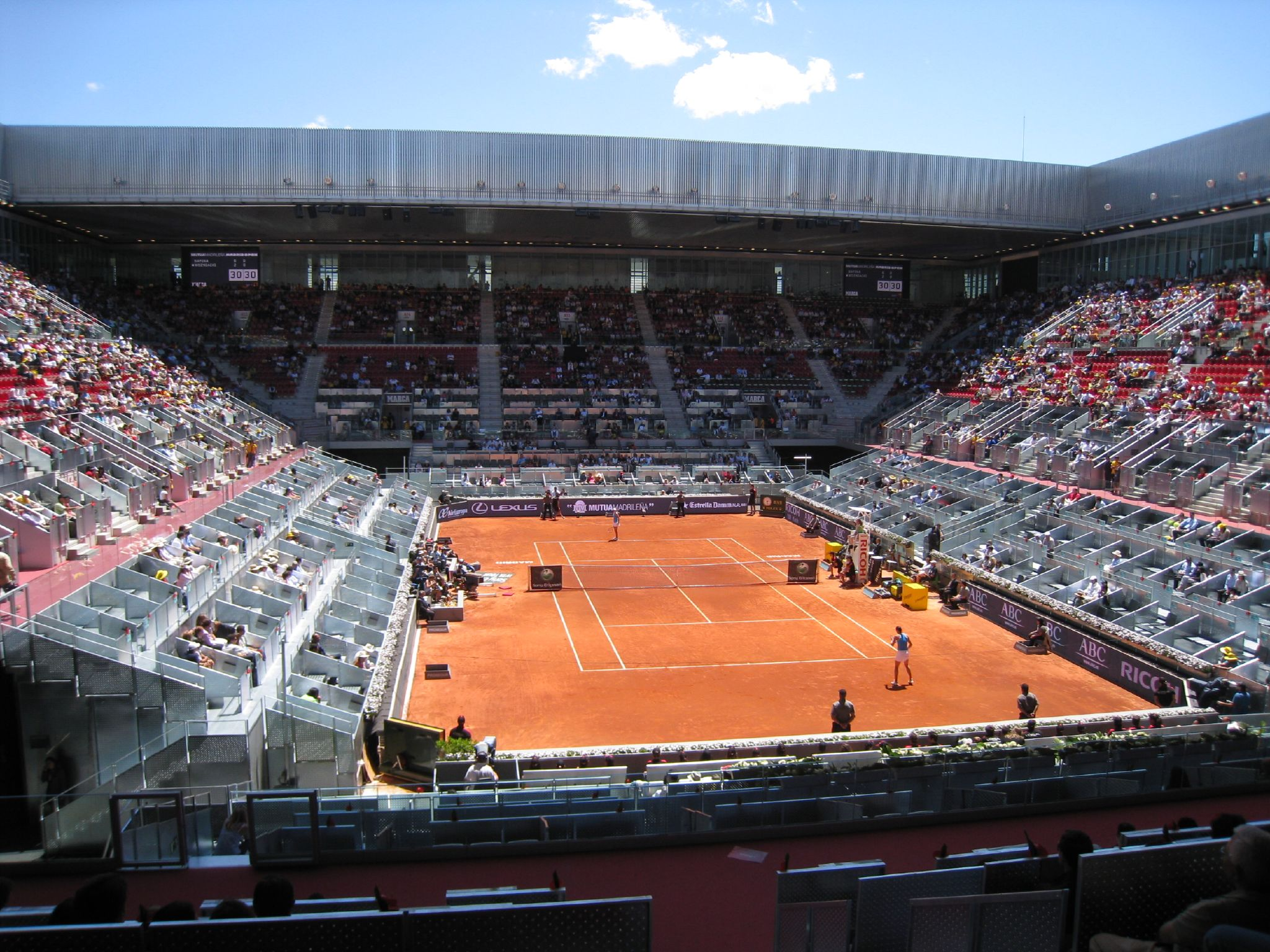
Die Caja Magica mit ihrem Hauptplatz Estadio Manuel Santana, der Veranstaltungsort der Mutua Madrid Open
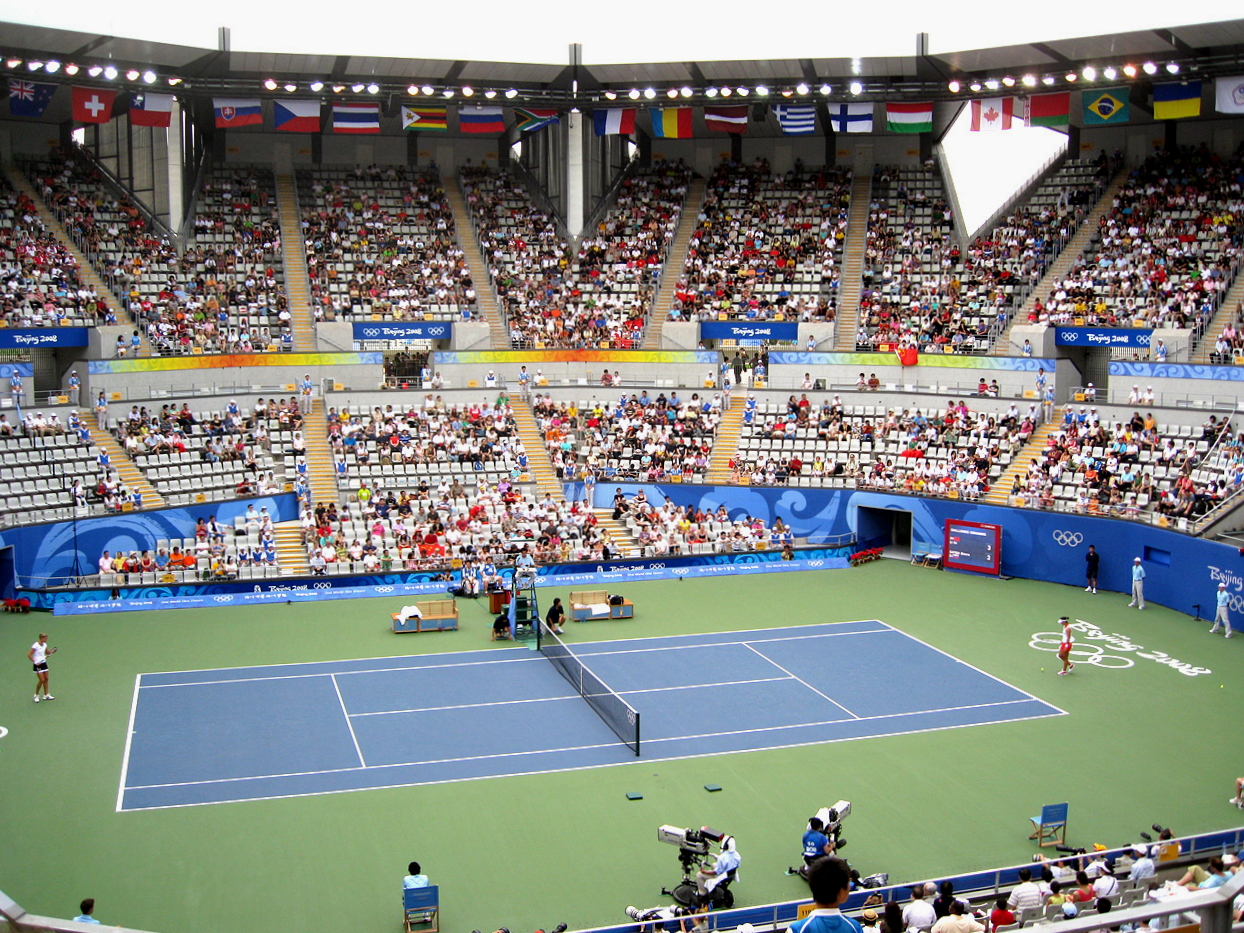
Das National Tennis Center Beijing mit seinem Hauptplatz Diamond Court, der Schauplatz der China Open

Bei Turnieren dieser Kategorie wird ein Preisgeld in Höhe von 4.033.254 US-Dollar (Madrid) und 5.185.625 US-Dollar (Indian Wells, Miami und Peking) ausgeschüttet. Alle Spielerinnen im Hauptfeld und im Qualifikationsfeld, sowohl in der Einzel- als auch in der Doppelkonkurrenz, erhalten von der WTA Weltranglistenpunkte – hier deren Aufschlüsselung:
| Turnierkategorie  | S    | F   | HF  | VF  | AF  | R32 | R64 | R128 | QLFR | Q3 | Q2 | Q1 |
| ----------------- | ---- | --- | --- | --- | --- | --- | --- | ---- | ---- | -- | -- | -- |
| BNP Paribas Open  | 1000 | 650 | 390 | 215 | 120 | 65  | 35  | 10   | 30   | –  | 20 | 2  |
| Miami Open        | 1000 | 650 | 390 | 215 | 120 | 65  | 35  | 10   | 30   | –  | 20 | 2  |
| Madrid Mutua Open | 1000 | 650 | 390 | 215 | 120 | 65  | 10  | –    | 30   | –  | 20 | 2  |
| China Open        | 1000 | 650 | 390 | 215 | 120 | 65  | 10  | –    | 30   | –  | 20 | 2  |
| Doppel            | 1000 | 650 | 390 | 215 | 120 | 10  | –   | –    | –    | –  | –  | –  |

## Turnierkalender der WTA Tour
Zum aktuellen Turnierplan siehe:
- WTA 1000
- WTA 500
- WTA 250
- WTA 125
- ITF Women’s World Tennis Tour
- WTA Challenger Series 2025
- ITF Women’s World Tennis Tour 2025

### Turnierkalender der WTA Tour 2022
Im Jahr 2022 (Januar – August) wurden folgende Turniere als Teil der WTA Tour durchgeführt:
| Ort                | Land                         | Turnier                                         | Kategorie |
| ------------------ | ---------------------------- | ----------------------------------------------- | --------- |
| Cincinnati         | Vereinigte Staaten           | Western & Southern Financial Group Women’s Open | WTA 1000  |
| Doha               | Katar                        | Qatar Total Open                                | WTA 1000  |
| Indian Wells       | Vereinigte Staaten           | BNP Paribas Open                                | WTA 1000  |
| Madrid             | Spanien                      | Mutua Madrid Open                               | WTA 1000  |
| Miami              | Vereinigte Staaten           | Sony Open Tennis                                | WTA 1000  |
| Montreal / Toronto | Kanada                       | Rogers Cup                                      | WTA 1000  |
| Rom                | Italien                      | Internazionali BNL d'Italia                     | WTA 1000  |
| Adelaide           | Australien                   | Adelaide International 1                        | WTA 500   |
| Berlin             | Deutschland                  | bett1open                                       | WTA 500   |
| Charleston         | Vereinigte Staaten           | Family Circle Cup                               | WTA 500   |
| Dubai              | Vereinigte Arabische Emirate | Dubai Duty Free Championships                   | WTA 500   |
| Eastbourne         | Vereinigtes Königreich       | AEGON International                             | WTA 500   |
| Ostrava            | Tschechien                   | J&T Banka Ostrava Open                          | WTA 500   |
| San Diego          | Vereinigte Staaten           | San Diego Open                                  | WTA 500   |
| San José           | Vereinigte Staaten           | Mubadala Silicon Valley Classic                 | WTA 500   |
| St. Petersburg     | Russland                     | St. Petersburg Ladies Trophy                    | WTA 500   |
| Stuttgart          | Deutschland                  | Porsche Tennis Grand Prix                       | WTA 500   |
| Sydney             | Australien                   | Sydney Tennis Classic                           | WTA 500   |
| Tokio              | Japan                        | Toray Pan Pacific Open                          | WTA 500   |
| Adelaide           | Australien                   | Adelaide International 2                        | WTA 250   |
| Bad Homburg        | Deutschland                  | Bad Homburg Open                                | WTA 250   |
| Birmingham         | Vereinigtes Königreich       | AEGON Classic                                   | WTA 250   |
| Bogotá             | Kolumbien                    | Copa BBVA Colsanitas                            | WTA 250   |
| Cleveland          | Vereinigte Staaten           | Tennis in the Land                              | WTA 250   |
| Gdynia             | Polen                        | BNP Paribas Poland Open                         | WTA 250   |
| Granby             | Kanada                       | Challenger Banque Nationale de Granby           | WTA 250   |
| Guadalajara        | Mexiko                       | Abierto Akron Zapopan                           | WTA 250   |
| Hamburg            | Deutschland                  | Hamburg European Open                           | WTA 250   |
| ’s-Hertogenbosch   | Niederlande                  | UNICEF Open                                     | WTA 250   |
| Istanbul           | Türkei                       | TEB BNP Paribas Tennis Championship İstanbul    | WTA 250   |
| Lausanne           | Schweiz                      | Ladies Championship Lausanne                    | WTA 250   |
| Lyon               | Frankreich                   | Open 6ème Sens — Métropole de Lyon              | WTA 250   |
| Melbourne          | Australien                   | Melbourne Summer Set 1 und 2                    | WTA 250   |
| Monterrey          | Mexiko                       | Abierto Monterrey                               | WTA 250   |
| Nottingham         | Vereinigtes Königreich       | AEGON Open Nottingham                           | WTA 250   |
| Osaka              | Japan                        | Japan Women’s Open                              | WTA 250   |
| Palermo            | Italien                      | Internazionali Femminili di Palermo             | WTA 250   |
| Prag               | Tschechien                   | Hungarian Grand Prix                            | WTA 250   |
| Rabat              | Marokko                      | Grand Prix SAR La Princesse Lalla Meryem        | WTA 250   |
| Seoul              | Südkorea                     | Hana Bank Korea Open                            | WTA 250   |
| Tallinn            | Estland                      | Tallinn Open                                    | WTA 250   |
| Straßburg          | Frankreich                   | Internationaux de Strasbourg                    | WTA 250   |

Turniere der WTA-Tour, die 2022 ausgesetzt oder verschoben wurden:
| Ort                                                                                       | Land                | Turnier                                   | Kategorie              |
| ----------------------------------------------------------------------------------------- | ------------------- | ----------------------------------------- | ---------------------- |
| Wegen des Falls Peng Shuai ausgesetzt:                                                    |                     |                                           |                        |
| Shenzhen                                                                                  | Volksrepublik China | WTA Championships                         | WTA Tour Championships |
| Zhuhai                                                                                    | Volksrepublik China | Huajin Securities WTA Elite Trophy Zhuhai | WTA Elite Trophy       |
| Peking                                                                                    | Volksrepublik China | China Open                                | WTA 1000               |
| Wuhan                                                                                     | Volksrepublik China | Wuhan Open                                | WTA 1000               |
| Zhengzhou                                                                                 | Volksrepublik China | Zhengzhou Open                            | WTA 500                |
| Im Rahmen der Sanktionen gegen Russland infolge des Überfalls auf die Ukraine verschoben: |                     |                                           |                        |
| Moskau                                                                                    | Russland            | Kremlin Cup                               | WTA 500                |

Stand: März 2022